# St. Petersburg Open
St. Petersburg Open – męski turniej tenisowy kategorii ATP Tour 250 zaliczany do cyklu ATP Tour. Rozgrywany na kortach twardych w rosyjskim Petersburgu od 1995 z roczną przerwą, w 2014 roku. W 2020 roku zawody miały rangę ATP Tour 500, natomiast w latach 2009–2019 oraz od 2021 roku zawody były zaliczane do ATP Tour 250. Ostatnia edycja turnieju została rozegrana w 2021 roku.

## Mecze finałowe

### Gra pojedyncza
| Rok  | Zwycięzca             | Finalista              | Wynik                 |
| 2021 | Marin Čilić           | Taylor Fritz           | 7:6(3), 4:6, 6:4      |
| 2020 | Andriej Rublow        | Borna Ćorić            | 7:6(5), 6:4           |
| 2019 | Daniił Miedwiediew    | Borna Ćorić            | 6:3, 6:1              |
| 2018 | Dominic Thiem         | Martin Kližan          | 6:3, 6:1              |
| 2017 | Damir Džumhur         | Fabio Fognini          | 3:6, 6:4, 6:2         |
| 2016 | Alexander Zverev      | Stan Wawrinka          | 6:2, 3:6, 7:5         |
| 2015 | Milos Raonic          | João Sousa             | 6:3, 3:6, 6:3         |
| 2014 | Turniej nie odbył się | Turniej nie odbył się  | Turniej nie odbył się |
| 2013 | Ernests Gulbis        | Guillermo García-López | 3:6, 6:4, 6:0         |
| 2012 | Martin Kližan         | Fabio Fognini          | 6:2, 6:3              |
| 2011 | Marin Čilić           | Janko Tipsarević       | 6:3, 3:6, 6:2         |
| 2010 | Michaił Kukuszkin     | Michaił Jużny          | 6:3, 7:6(2)           |
| 2009 | Serhij Stachowski     | Horacio Zeballos       | 2:6, 7:6(8), 7:6(7)   |
| 2008 | Andy Murray           | Andriej Gołubiew       | 6:1, 6:1              |
| 2007 | Andy Murray           | Fernando Verdasco      | 6:2, 6:3              |
| 2006 | Mario Ančić           | Thomas Johansson       | 7:5, 7:6(2)           |
| 2005 | Thomas Johansson      | Nicolas Kiefer         | 6:4, 6:2              |
| 2004 | Michaił Jużny         | Karol Beck             | 6:2, 6:2              |
| 2003 | Gustavo Kuerten       | Sarkis Sarksjan        | 6:4, 6:3              |
| 2002 | Sébastien Grosjean    | Michaił Jużny          | 7:5, 6:4              |
| 2001 | Marat Safin           | Rainer Schüttler       | 3:6, 6:3, 6:3         |
| 2000 | Marat Safin           | Dominik Hrbatý         | 2:6, 6:4, 6:4         |
| 1999 | Marc Rosset           | David Prinosil         | 6:3, 6:4              |
| 1998 | Richard Krajicek      | Marc Rosset            | 6:4, 7:6(5)           |
| 1997 | Thomas Johansson      | Renzo Furlan           | 6:3, 6:4              |
| 1996 | Magnus Gustafsson     | Jewgienij Kafielnikow  | 6:2, 7:6(4)           |
| 1995 | Jewgienij Kafielnikow | Guillaume Raoux        | 6:2, 6:2              |

### Gra podwójna
| Rok  | Zwycięzcy                               | Finaliści                            | Wynik                 |
| 2021 | Jamie Murray Bruno Soares               | Andriej Gołubiew Hugo Nys            | 6:3, 6:4              |
| 2020 | Jürgen Melzer Édouard Roger-Vasselin    | Marcelo Demoliner Matwé Middelkoop   | 6:2, 7:6(4)           |
| 2019 | Divij Sharan Igor Zelenay               | Matteo Berrettini Simone Bolelli     | 6:3, 3:6, 10–8        |
| 2018 | Matteo Berrettini Fabio Fognini         | Roman Jebavý Matwé Middelkoop        | 7:6(6), 7:6(4)        |
| 2017 | Roman Jebavý Matwé Middelkoop           | Julio Peralta Horacio Zeballos       | 6:4, 6:4              |
| 2016 | Dominic Inglot Henri Kontinen           | Andre Begemann Leander Paes          | 4:6, 6:3, 12–10       |
| 2015 | Treat Huey Henri Kontinen               | Julian Knowle Alexander Peya         | 7:5, 6:3              |
| 2014 | Turniej nie odbył się                   | Turniej nie odbył się                | Turniej nie odbył się |
| 2013 | David Marrero Fernando Verdasco         | Dominic Inglot Denis Istomin         | 7:6(6), 6:3           |
| 2012 | Rajeev Ram Nenad Zimonjić               | Lukáš Lacko Igor Zelenay             | 6:2, 4:6, 10–6        |
| 2011 | Colin Fleming Ross Hutchins             | Michaił Jełgin Aleksander Kudriawcew | 6:3, 6:7(5), 10–8     |
| 2010 | Daniele Bracciali Potito Starace        | Rohan Bopanna Aisam-ul-Haq Qureshi   | 7:6(6), 7:6(5)        |
| 2009 | Colin Fleming Ken Skupski               | Jérémy Chardy Richard Gasquet        | 2:6, 7:5, 10–4        |
| 2008 | Travis Parrott Filip Polášek            | Rohan Bopanna Maks Mirny             | 3:6, 7:6(4), 10–8     |
| 2007 | Daniel Nestor Nenad Zimonjić            | Jürgen Melzer Todd Perry             | 6:1, 7:6(3)           |
| 2006 | Simon Aspelin Todd Perry                | Julian Knowle Jürgen Melzer          | 6:1, 7:6(3)           |
| 2005 | Julian Knowle Jürgen Melzer             | Jonas Björkman Maks Mirny            | 4:6, 7:5, 7:5         |
| 2004 | Arnaud Clément Michaël Llodra           | Dominik Hrbatý Jaroslav Levinský     | 6:3, 6:2              |
| 2003 | Julian Knowle Nenad Zimonjić            | Michael Kohlmann Rainer Schüttler    | 7:6(1), 6:3           |
| 2002 | David Adams Jared Palmer                | Irakli Labadze Marat Safin           | 7:6(8), 6:3           |
| 2001 | Dienis Gołowanow Jewgienij Kafielnikow  | Irakli Labadze Marat Safin           | 7:5, 6:4              |
| 2000 | Daniel Nestor Kevin Ullyett             | Thomas Shimada Myles Wakefield       | 7:6(5), 7:5           |
| 1999 | Jeff Tarango Daniel Vacek               | Menno Oosting Andrei Pavel           | 3:6, 6:3, 7:5         |
| 1998 | Nicklas Kulti Mikael Tillström          | Marius Barnard Brent Haygarth        | 3:6, 6:3, 7:6         |
| 1997 | Andriej Olchowski Brett Steven          | David Prinosil Daniel Vacek          | 6:4, 6:3              |
| 1996 | Jewgienij Kafielnikow Andriej Olchowski | Nicklas Kulti Peter Nyborg           | 6:3, 6:4              |
| 1995 | Martin Damm Anders Järryd               | Jakob Hlasek Jewgienij Kafielnikow   | 6:4, 6:2              |